# شهرستان کسبی
ناحیهٔ کسبی (به ازبکی: Kasby District) یک منطقهٔ مسکونی در ازبکستان است که در ولایت کشک‌دریا واقع شده‌است.